# Brachymeria argenteopilosa
Brachymeria argenteopilosa är en stekelart som först beskrevs av Oktawiusz Radoszkowski 1876.
Brachymeria argenteopilosa ingår i släktet Brachymeria och familjen bredlårsteklar. Inga underarter finns listade.